# Ester e o Rei
Ester e o Rei (em inglês:  Esther and the King) é um filme ítalo-estadunidense de 1960, do gênero drama romântico, codirigido (com Mario Bava), escrito e produzido por Raoul Walsh para a 20th Century Fox.
A história se baseia no Velho Testamento (Livro de Ester) e reconta a origem histórica do feriado judaíco do Purim. 
O longa foi rodado na Itália, às pressas, por causa da greve da categoria em Hollywood.

## Elenco
- Joan Collins...Ester
- Richard Egan...Rei Assuero
- Denis O'Dea...Mordecai
- Sergio Fantoni...Hamã
- Renato Baldini...Kildrates
- Gabriele Tinti...Samuel
- Rosalba Neri...Zeresh
- Daniela Rocca...Rainha Vashti
- Folco Lulli...Tobias
- Rick Bataglia...Simon

## Sinopse
Séculos antes de Cristo, o rei Assuero retorna de sua vitória no Egito e se prepara para invadir a Grécia, dominada por Alexandre Magno. Ao chegar ao palácio em Susa descobre a infidelidade de sua rainha Vashti e a manda para o exílio. O traidor príncipe Hamã manipula para colocar uma de suas amantes como a nova rainha, mas o rei prefere Ester. A nova rainha é judia e convence o rei a não continuar com as crueldades cometidas contra seu povo pelo príncipe Hamã durante a ausência dele. Mas o príncipe não desiste e agora conspira para matar o rei e Ester e massacrar todos os judeus da Pérsia.